# Координаційний центр з упровадження економічних реформ
Координаційний центр з упровадження економічних реформ — консультативно-дорадчий орган при Президентові України. 

## Історія
Після розроблення програми реформ для Президента України, фахівцями компанії McKinsey&Company було запропоновано створити новий орган для координації упровадження реформ державними органами та розробки більш конкретних заходів із реформування різних сфер життєдіяльності країни. Адже в результаті аналізу було виявлено, що система державної служби нездатна впоратись із такими завданнями. В результаті, міжнародні консультанти запропонували створити нову структуру у форматі консультативно-дорадчого органу при Президенті.
У 2010 році був оголошений набір персоналу на посади у Координаційному центрі. Конкурс проводили консультанти компаній McKinsey&Company та Фонд ефективного управління. Вимоги до кандидатів були вкрай високими, відбір дуже жорсткий, тому відбір на основні посади тривав майже рік, оскільки дуже мало осіб відповідали всім вимогам.
Конкурс складався із декількох етапів, які включали в себе тести на математичні здібності, логіку, аналітичні здібності, знання англійської мови, вміння робити швидкий аналіз великих текстів на іноземній мові тощо. Після тестування проводились від трьох до п'яти інтерв'ю із професійними консультантами та керівником Центру.
В результаті була сформована професійна команда фахівців високого рівня. Жодна людина не потрапила в команду за протекцією. Середній вік працівників становив 30 років. Серед них були кандидати економічних та фізико-математичних наук, випускники іноземних ВНЗ, зокрема із ступенем МВА. Половина працівників Центру навчалася у Гарвардській школі державного управління ім. Джона Кеннеді. У Центрі були фахівці із найрізноманітнішим досвідом роботи як у державному, так і у приватному секторах в Україні й за кордоном.

## Робота
Початок роботи був дуже обнадійливий. Центром був розроблений Національний план дій на 2011 рік щодо впровадження реформ. Однак, план був дуже радикальний, тому він важко сприймався керівниками деяких міністерств та відомств.
Основним завданням Центру на той час було здійснення координації Міністерств та відомств у процесі реалізації реформ, моніторинг виконання Національного плану та проведення адміністративної реформи. Адміністративна реформа стала першим проєктом, коли Центр викликав невдоволення чиновників та різних політичних сил. Проєкт реформи, розроблений Центром передбачав суттєве скорочення органів влади та оптимізацію їх структури. Проєкту стали чинити опір на всіх рівнях, в результаті, він був спотворений та не досяг потрібного результату: деякі органи так і не були скорочені, а замість скорочення загальної кількості чиновників на 25 відсотків із подальшою оптимізацією, було проведене скорочення лише на 8-10 відсотків. (Протягом 2012-2013 років деякі ліквідовані органи були відновлені знову).
Другим моментом, що викликав негативне ставлення до Центру оточення Президента, стало підбиття підсумків моніторингу виконання реформ за 2011 рік. За даними Центру, Національний план дій на 2011 рік був виконаний не вище ніж на 70%. Причому не були виконані ключові заходи. 
У 2012 році Національний план створювався вже у погоджені із Міністерствами та відомствами, але Центр все ще мав право включити до нього важливі питання за власною ініціативою. У 2013 ж році всі пункти плану погоджувались із Центральними органами виконавчої влади. Результати моніторингу були ще гіршими. За 2012 рік Національний план був виконаний на рівні 50-60%, а за 2013 рік - не вище 40%. Виконання завдань вже відверто саботувалися. Практично повністю не були реалізовані реформи у тих сферах, що найбільше зачіпають корупційні схеми.
Центром була розроблена велика кількість системних та прикладних реформ, що були погоджені між собою та могли привести до відчутного ефекту у процесі розвитку держави. Однак, зважаючи на високий рівень протидії впливових політиків із оточення В. Януковича, було реалізовано лише низку реформ. Близько 70% заходів реформ, розроблених фахівцями Центру не були навіть розпочаті. Серед них комплексна реформа правоохоронних органів, адміністративно-територіальна реформа, децентралізація влади та інші реформи.
Фактично, за часів Президента Януковича попит на реальні реформи був відсутній. Програма реформ використовувалася лише як іміджевий проєкт, адже її успішна реалізація мала сприяти високому електоральному рейтингу В. Януковича. Але бажання швидкого персонального збагачення переборювало всі іміджеві питання, тому поступово реформи зупинялися. Тож, фактично ефективність роботи Центру постійно знижувалася внаслідок небажання самого Президента та його оточення проводити реальні реформи.

## Сьогодення
Після зміни влади в Україні, Центр тривалий час був забутий. Більшість працівників працевлаштувалися в різних міжнародних та вітчизняних організаціях. Проте, сьогодні робота Центру відновлюється. 

## Персонал
Працівників Координаційного центру призначає глава Адміністрації Президента України. 